# زاكروس

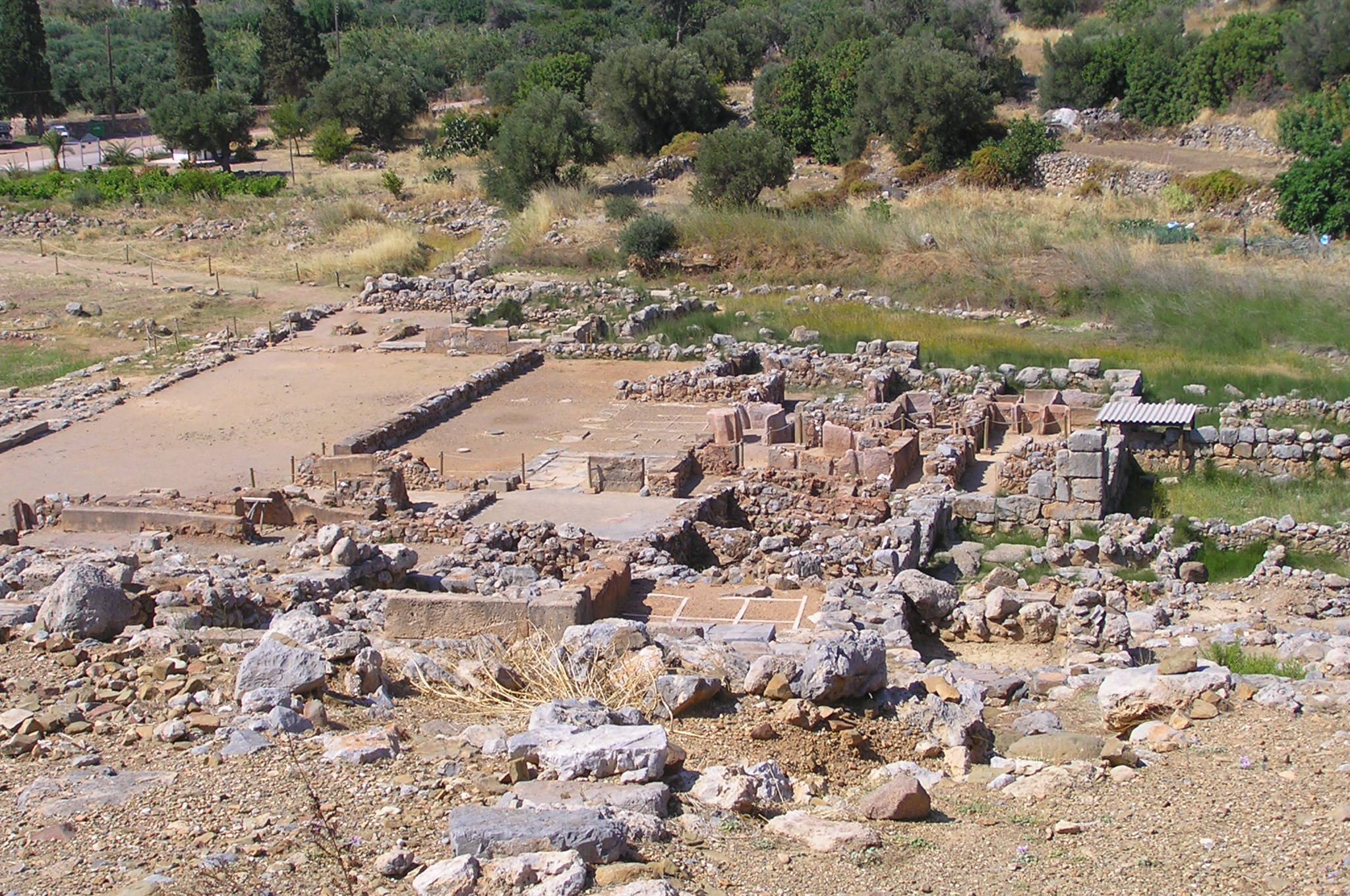
آثار قصر في موقع زاكروس على جزيرة كريت

زاكروس (باليونانية: Ζάκρος)‏ هو اسم موقع أثري على الساحل الشرقي لجزيرة كريت، وفيه آثار تعود إلى الحضارة المينوسية. يعرف الموقع بأسماء أخرى مثل زاكرو أو كاتو زاكروس على سبيل المثال.
ينظر إلى الموقع من علماء الآثار على أنه واحد من أربعة مراكز إدارية رئيسية في الحضارة المينوسية، إذ كان موقعاً استرتيجياً حاوياً على مرفأ مؤمن بحاميات عسكرية، مما جعله ملاذاً آمناً ومركزاً تجارياً. ربط بعض علماء الآثار هذا الموقع بالعمليات التجارية مع التيكر، وهم شعب من شعوب البحر.